# Orthogonioptilum adustum
Orthogonioptilum adustum är en fjärilsart som beskrevs av Jordan 1922. Orthogonioptilum adustum ingår i släktet Orthogonioptilum och familjen påfågelsspinnare. Inga underarter finns listade i Catalogue of Life.